# Oscenità

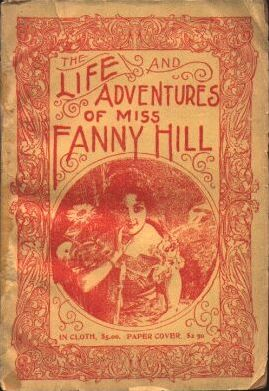
Copertina di un'edizione novecentesca di Fanny Hill (1748), libro che, in passato, fu oggetto di molte polemiche e censure per i suoi contenuti giudicati osceni.

Per oscenità si intende la qualità propria di qualcuno o qualcosa che offende il pudore e la moralità.

## Etimologia
"Osceno" deriva dal latino obscenus, che veniva usato per indicare qualcosa di infausto, disgustoso, o indecente in ambito religioso. Il lemma latino proviene a sua volta dal greco antico skenè, ovvero "scena/spazio scenico", e ob, che funge da negazione. Pertanto, l'unione delle due parole va a comporre la frase "che non appartiene alla scena".

## Descrizione
In molti casi, tutto ciò che è considerato osceno è circoscritto negli ambiti della sessualità e in alcune rappresentazioni della nudità. Nonostante ciò, il materiale a scopo didattico, medico, e scientifico che raffigura parti del corpo nude è raramente da considerarsi osceno. Nel Regno Unito di epoca vittoriana erano considerate oscene tutte le raffigurazioni di nudo quando esplicite. La maggior parte delle opere d'arte raffiguranti nudi non vengono considerate oscene. Negli Stati Uniti, il materiale considerato osceno può essere censurato da leggi apposite. Gli ambiti non sessuali che in qualche modo possono urtare la sensibilità includono la violenza, il linguaggio scurrile, e la blasfemia.